# Vladimir Janjgava
Vladimir Janjgava (tiếng Gruzia: ვლადიმერ ჯანჯღავა; 19 tháng 5 năm 1907 - 10 tháng 4 năm 1982), hay Vladimir Nikolayevich Dzhandzhgava trong tiếng Nga (Владимир Николаевич Джанджгава), là một Trung tướng và Anh hùng Liên Xô người Gruzia, người đã tham gia các trận chiến trong Chiến tranh Mùa đông và là một chuyên gia về bộ binh trong Chiến tranh thế giới thứ hai. Janigava nắm quyền chỉ huy các trung đoàn bộ binh, sư đoàn và quân đoàn khác nhau của Quân đội Liên Xô. Janjgava đã phục vụ trong một loạt các vai trò lãnh đạo sau chiến tranh, bao gồm cả với tư cách là Bộ trưởng Bộ Nội vụ của Cộng hòa Xã hội chủ nghĩa Xô viết Gruzia (1954-1958)..

## Thủa đầu
Vladimir Janjgava sinh ra ở làng Gubi của Gruzia vào tháng 5 năm 1907. Sau khi tốt nghiệp, ông gia nhập Hồng quân Liên Xô năm 1927 và chuyên ngành chiến tranh quân sự tại Trường Bộ binh-Quân sự Ngoại Kavkaz ở thủ đô Tbilisi. Trong thời gian phục vụ trong các đơn vị khác nhau của Quân đội Liên Xô trong thời kỳ trước Chiến tranh thế giới thứ hai, ông đã thăng cấp và tham gia Chiến tranh Mùa đông với tư cách là một sĩ quan cấp thấp.

## Chiến tranh Thế giới thứ hai
Năm 1941, khi Chiến tranh Vệ quốc Vĩ đại nổ ra, Janjgava, khi đó là Đại tá, đã tham gia nhiều hoạt động phòng thủ chống lại quân Đức ở Moldavia và Lòng chảo Donets. Từ tháng 3 năm 1942 đến tháng 4 năm 1943, ông chỉ huy Trung đoàn súng trường 676 và tham gia các hoạt động phòng thủ quan trọng trong và xung quanh thành phố Voronezh, cũng như các chiến dịch Kastornoye 1 và 2, cả hai đều là một phần của Lực lượng Phòng thủ Chiến lược Voronezh-Voroshilovgrad lớn hơn. Vào tháng 7 năm 1943, ông nắm quyền chỉ huy Sư đoàn súng trường số 15 của Liên Xô và chịu trách nhiệm chỉ huy cuộc tổng tấn công bộ binh của cánh trái của quân đội Liên Xô trong Trận Kursk.
Từ năm 1944, ông chỉ huy Sư đoàn súng trường 354, liên tiếp thuộc các Phương diện quân Belorussia 1 và 2, tham gia giải phóng Belorussia và Ba Lan và quan trọng hơn là cuộc tiến công qua Đông Phổ và cuối cùng là cuộc tấn công Berlin. Tại thời điểm này, Thiếu tướng Janjgava đã khéo léo xoay sở để chia cắt các mặt trận tại các sông Weichsel, Narew và Oder. Sư đoàn đã chiến đấu trên quãng đường tổng cộng 1.000 km, giải phóng Szczecin và tham gia giải phóng tổng cộng 20 thành phố khác, trước khi tiến đến Berlin. Vì thành tích xuất sắc và lòng dũng cảm cá nhân, Janjgava đã được trao tặng danh hiệu Anh hùng Liên Xô và nhận được nhiều huân huy chương khác.

## Sau chiến tranh
Năm 1948, Janjgava tốt nghiệp Học viện Tham mưu và trở thành Trung tướng. Từ đó, ông nắm quyền chỉ huy một số quân đoàn trước khi trở về Gruzia. Ông từng là Bộ trưởng Bộ Nội vụ của Cộng hòa xã hội chủ nghĩa Xô Viết Gruzia từ tháng 5 năm 1954 đến tháng 12 năm 1958, và tham gia tích cực vào việc trấn áp các cuộc bạo động Tbilisi năm 1956. Tiếp đó, ông làm trưởng khoa quân sự của Đại học Quốc gia Tbilisi. Sau đó, ông còn trở thành lãnh đạo của ủy ban trung ương Hiệp hội Thể thao vũ khí quân sự của Gruzia. Vladimir Janjgava qua đời ngày 10 tháng 4 năm 1982 ở tuổi 75. Ông được chôn cất tại một nghĩa trang gần Tbilisi.